# Phaea nigromaculata
Phaea nigromaculata es una especie de escarabajo longicornio del género Phaea, tribu Tetraopini, subfamilia Lamiinae. Fue descrita científicamente por Bates en 1881.

## Descripción
Mide 8,5-9 milímetros de longitud.

## Distribución
Se distribuye por México.